# 11666 Брейкер
11666 Брейкер (11666 Bracker) — астероїд головного поясу, відкритий 29 червня 1997 року.
Тіссеранів параметр щодо Юпітера — 3,505.